# Гамаліївська сільська рада (Пустомитівський район)
Гамаліївська сільська рада — орган місцевого самоврядування у Пустомитівському районі Львівської області з адміністративним центром у с. Гамаліївка.

## Загальні відомості
Історична дата утворення: в 1995 році. Водоймища на території, підпорядкованій даній раді: Водоймище «Львівське море».

## Населені пункти
Сільській раді підпорядковані населені пункти:
- с. Гамаліївка

## Склад ради
- Сільський голова: Дропа Богдан Михайлович
- Секретар сільської ради: Петричка Світлана Ярославівна
- Загальний склад ради: 12

### Керівний склад ради
| ПІБ                         | Основні відомості                                                 | Дата обрання | Дата звільнення |
| --------------------------- | ----------------------------------------------------------------- | ------------ | --------------- |
| П'ятоха Володимир Євгенович | Сільський голова, 1960 року народження, освіта                    | 26.03.2006   | 31.10.2010      |
| Дропа Богдан Михайлович     | Сільський голова, 1957 року народження, освіта вища, безпартійний | 31.10.2010   |                 |

Примітка: таблиця складена за даними джерела

### Депутати
Результати місцевих виборів 2010 року за даними ЦВК:
| № зп | № округу | Прізвище, ім'я, по батькові   | Дата визнання обраним | Відомості про обраного депутата                                                                          |
| ---- | -------- | ----------------------------- | --------------------- | --- |
| 1    | 1        | Федецький Ігор Володимирович  | 03.11.2010            | Освіта вища, позапартійний, Пікуловицька загальноосвітня школа І-ІІ ст., вчитель                         |
| 2    | 2        | Романчук Роман Трохимович     | 03.11.2010            | Освіта середня спеціальна, позапартійний, тимчасово не працює                                            |
| 3    | 3        | Коношенко Юрій Олексійович    | 03.11.2010            | Освіта середня спеціальна, позапартійний, ТзОВ «Інтертрансгруп», інспектор служби безпеки                |
| 4    | 4        | Кулинич Надія Володимирівна   | 04.11.2010            | Освіта середня спеціальна, позапартійна, фельдшерсько-акушерський пункт с. Гамаліївка, молодша медсестра |
| 5    | 5        | Гамалій Володимир Павлович    | 03.11.2010            | Освіта середня, позапартійний, фірма «Ласка Лева», шофер                                                 |
| 6    | 6        | Бойко Ігор Володимирович      | 04.11.2010            | Освіта середня спеціальна, позапартійний, ТзОВ «Трембіта-Інвест», заготівельник м'яса                    |
| 7    | 7        | Попович Олег Володимирович    | 04.11.2010            | Освіта вища, позапартійний, тимчасово не працює                                                          |
| 8    | 8        | Федецький Орест Павлович      | 04.11.2010            | Освіта середня спеціальна, позапартійний, ВАТ «Галгазотерм», наповнювач балонів                          |
| 9    | 9        | Петричка Світлана Ярославівна | 04.11.2010            | Освіта вища, позапартійна, Гамаліївська сільська рада, секретар                                          |
| 10   | 10       | Федецька Ольга Стефанівна     | 04.11.2010            | Освіта середня, позапартійна, тимчасово не працює                                                        |
| 11   | 11       | Тимунь Галина Ярославівна     | 04.11.2010            | Освіта вища, позапартійна, Гамаліївська сільська рада, бухгалтер                                         |
| 12   | 12       | Константюк Ольга Михайлівна   | 04.11.2010            | Освіта середня спеціальна, позапартійна, ТзОВ «Інтертрансгруп», технічний працівник                      |